# Ґаць (Мазовецьке воєводство)
Ґаць (пол. Gać) — село в Польщі, у гміні Леонцин Новодворського повіту Мазовецького воєводства.
Населення — 53 особи (2011).
У 1975—1998 роках село належало до Варшавського воєводства.

## Демографія
Демографічна структура станом на 31 березня 2011 року:
|          | Загалом | Допрацездатний вік | Працездатний вік | Постпрацездатний вік |
| -------- | ------- | ------------------ | ---------------- | -------------------- |
| Чоловіки | 29      | 5                  | 21               | 3                    |
| Жінки    | 24      | 4                  | 12               | 8                    |
| Разом    | 53      | 9                  | 33               | 11                   |